# SN 1964M
SN 1964M – supernowa odkryta 30 grudnia 1964 roku w galaktyce A102713+2029. W momencie odkrycia miała maksymalną jasność 18,00m.